# 1906年アテネオリンピック
1906年アテネオリンピック（1906ねんアテネオリンピック）は、1904年セントルイスオリンピックと1908年ロンドンオリンピックの中間年に、ギリシャ王国の首都アテネで開催されたオリンピック競技会。アテネ1906（Athens 1906、Αθήνα 1906）と呼称される。
この大会の後、4年ごとに開催された大会をオリンピックと呼ぶことになり、現在のオリンピックの公式の歴史には存在しない。1度しか開催されなかったため、特別大会或いは暫定大会、中間大会、10周年大会とも呼ばれることもある。
当時、近代オリンピック提唱者のクーベルタン男爵は、オリンピックは世界各地で順に開催されるべきだと考えていた。しかし、ギリシャ王のゲオルギオス1世は、オリンピックは恒久的にギリシャで開催されるべきだと考えていた。また、1900年パリオリンピックと1904年セントルイスオリンピックの2大会があまり盛り上がらなかったという背景もあった。
そこで、通常のオリンピックは4年ごとに世界各地で、4年ごとの大会の中間の年にはギリシャで中間大会を開催することになった。1906年の大会は、その最初の中間大会である。
しかし、その後、ギリシャの政情不安と共に、提唱者のゲオルギオス1世が暗殺され、計画は立ち消えとなり、中間大会は二度と開催されなかった。1950年、国際オリンピック委員会は、この大会を公式の記録から削除した。これ以降、オリンピックの歴史から抹消された。

## 実施競技
- サッカー
- 自転車
- 射撃
- 競泳
- 飛び込み
- 体操
- ウエイトリフティング
- 綱引き
- テニス
- フェンシング
- ボート
- 陸上競技
- レスリング

## 各国の獲得メダル
| 順   | 国・地域         | 金 | 銀 | 銅 | 計  |
| ---- | ---------------- | -- | -- | -- | --- |
| 1    | フランス         | 15 | 9  | 16 | 40  |
| 2    | アメリカ合衆国   | 12 | 6  | 6  | 24  |
| 3    | ギリシャ王国     | 8  | 13 | 12 | 33  |
| 4    | イギリス         | 8  | 11 | 5  | 24  |
| 5    | イタリア王国     | 7  | 6  | 3  | 16  |
| 6    | スイス           | 5  | 6  | 4  | 15  |
| 7    | ドイツ帝国       | 4  | 6  | 5  | 15  |
| 8    | ノルウェー       | 4  | 2  | 1  | 7   |
| 9    | オーストリア帝国 | 3  | 3  | 3  | 9   |
| 10   | デンマーク       | 3  | 2  | 1  | 6   |
| 11   | スウェーデン     | 2  | 5  | 7  | 14  |
| 12   | ハンガリー王国   | 2  | 5  | 3  | 10  |
| 13   | ベルギー         | 2  | 1  | 3  | 6   |
| 14   | フィンランド     | 2  | 1  | 1  | 4   |
| 15   | カナダ           | 1  | 1  | 0  | 2   |
| 16   | オランダ         | 0  | 1  | 2  | 3   |
| 17   | オスマン帝国     | 0  | 1  | 1  | 2   |
| 18   | 混合チーム       | 0  | 1  | 0  | 1   |
| 19   | オーストラリア   | 0  | 0  | 3  | 3   |
| 20   | ボヘミア王国     | 0  | 0  | 2  | 2   |
|      |                  |    |    |    |     |
| 合計 | 合計             | 78 | 80 | 78 | 226 |